# Masa Krytyczna

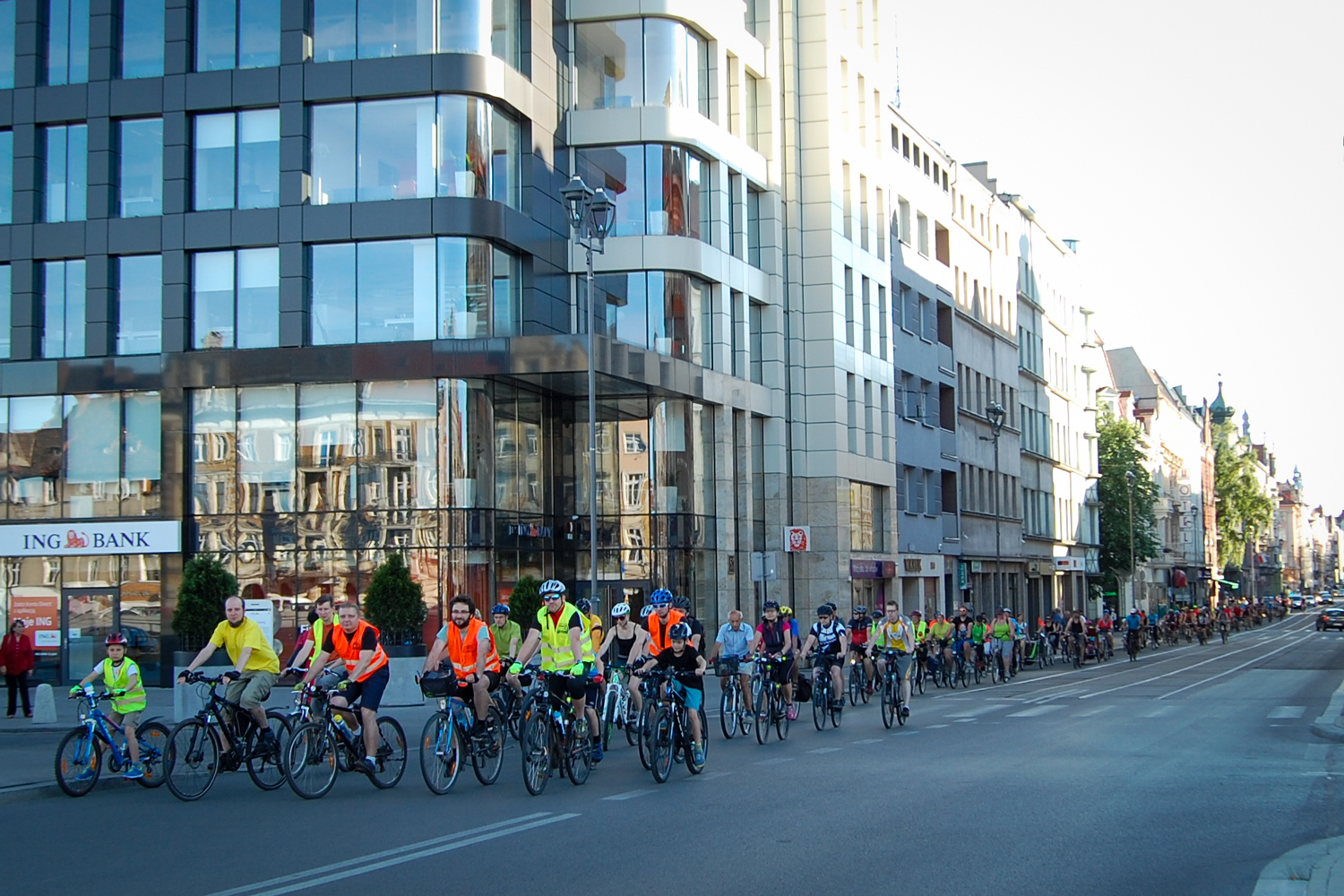
93. Gliwicka Masa Krytyczna (czerwiec 2017)

Masa Krytyczna – nieformalny ruch społeczny polegający na organizowaniu spotkań jak najliczniejszej grupy rowerzystów i ich wspólnym przejeździe przez miasto. Spotkania te odbywają się pod hasłem „My nie blokujemy ruchu, my jesteśmy ruchem” i mają na celu zwrócenie uwagi władz i ogółu społeczeństwa na zwykle ignorowanych rowerzystów.

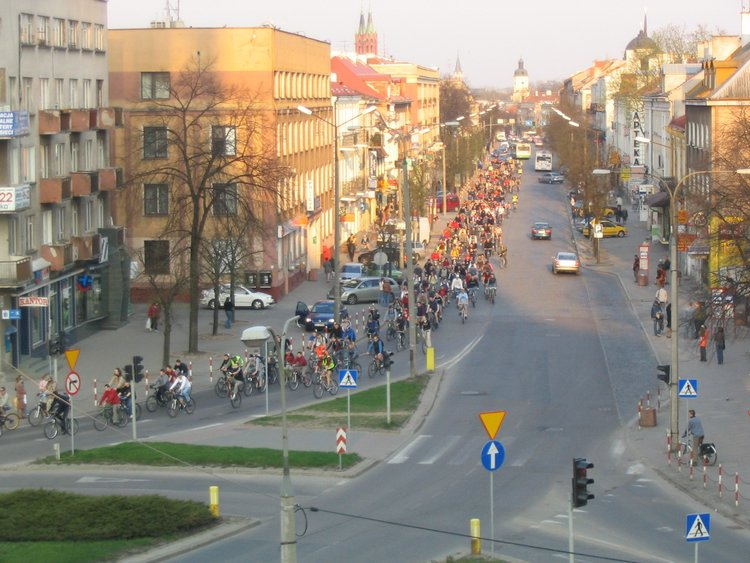
Masa Krytyczna w Białymstoku, 28 kwietnia 2006, ul. Lipowa, widok z kościoła św. Rocha

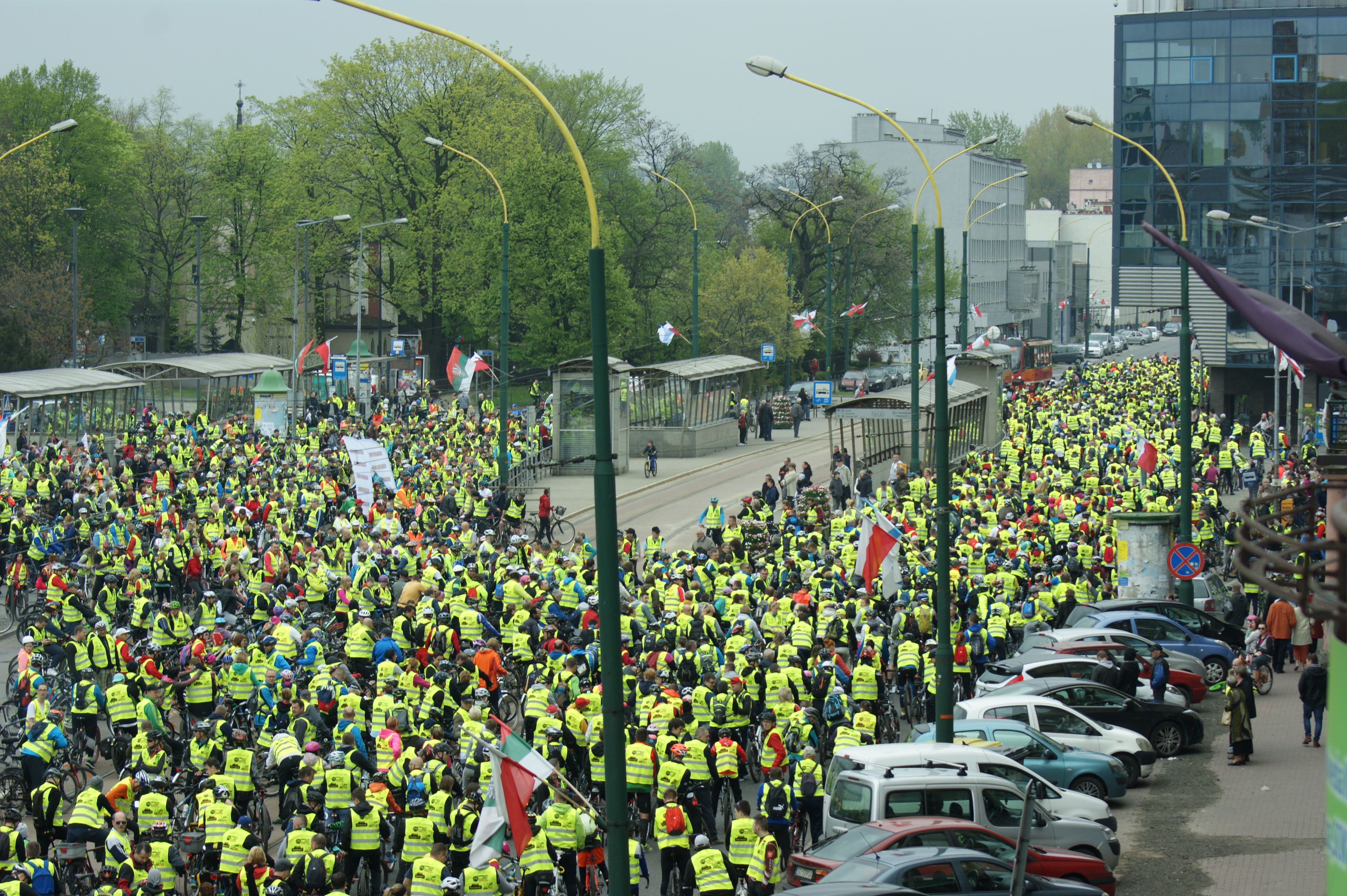
Zagłębiowska Masa Krytyczna podczas startu w Sosnowcu, 3 maja 2017 r.

Informowanie o spotkaniach polega zazwyczaj na powielaniu i rozprowadzaniu na terenie miasta niewielkich ulotek oraz ew. prowadzeniu strony internetowej. Rzadko zdarza się, aby masa odbywała się w inny dzień niż ostatni piątek miesiąca. Jest to od dawna zwyczajowo ustalony termin, wspólny dla wielu miast.

## Masa Krytyczna i podobne imprezy na świecie

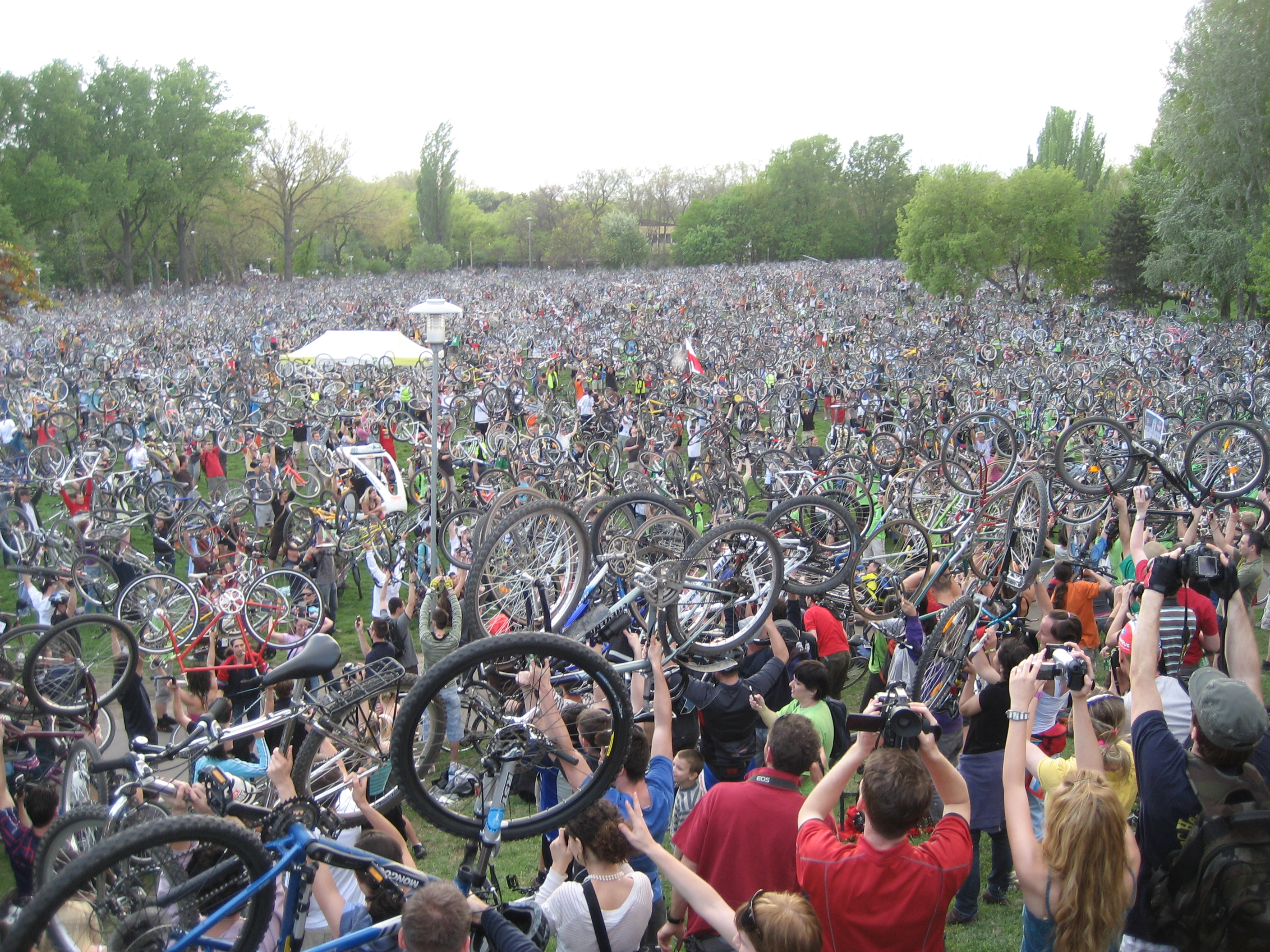
Finał Masy Krytycznej w Budapeszcie, 2009 r.

Masa Krytyczna została zapoczątkowana w 1992 roku (25 września) w San Francisco, gdzie odbywa się do dzisiaj, w każdy ostatni piątek miesiąca. Idea ta została przeniesiona następnie do innych miast w USA, a następnie do Europy, Australii i kilku miast w Azji. Obecnie Masa Krytyczna odbywa się w kilkuset miastach na całym świecie. Największe comiesięczne imprezy odbywają się wciąż w San Francisco (ok. 2000 ludzi), Nowym Jorku (ok. 5000 ludzi) i Londynie (1500 osób).
Nazwa Masa Krytyczna jest używana także dla innych, mniej regularnych rowerowych przejazdów. Przykładem może być Budapeszt, w którym impreza odbywa się dwa razy w roku – na Europejski Dzień bez Samochodu i Dzień Ziemi (comiesięczny przejazd nazywa się tam „masą minimalną”). W przejeździe 20 kwietnia 2008 r. w budapeszteńskiej Masie wg szacunków wzięło udział 60–80 tys. rowerzystów.

## Masa Krytyczna w Polsce
Największe pod względem liczby uczestników spotkania i przejazdy w Polsce odbyły się:
- w Warszawie – 2366 osób 30 maja 2008 roku (przejazd organizowany co miesiąc)[4];
- w Łodzi – 2183 osób 28 czerwca 2013 roku (przejazd organizowany co miesiąc)[5]
- Zagłębiowska Masa Krytyczna – 5000 osób 3 maja 2018 roku (przejazd organizowany raz w roku)[6].

Do grona polskich miast w których odbywa się Masa Krytyczna regularnie dołączają kolejne, zachęcone sukcesem tego typu przejazdów – m.in.:
- Ostrów Wielkopolski – od 2004
- Opole – od 1997
- Warszawa – Warszawska Masa Krytyczna – od V 1998
- Łódź – Łódzka Masa Krytyczna – od VI 1999
- Gorzów Wielkopolski – od 1999 z przerwami (obecnie impreza organizowana przez gorzowskie Stowarzyszenie „Sztuka Miasta”)[8]
- Lublin – od 29 marca 2003
- Szczecin – od III 2003
- Wrocław – od IV lub V 2003
- Radom – od V 2003
- Katowice – od IX 2003
- Białystok – od IX 2003
- Bydgoszcz – od I 2004 spod Hali Łuczniczka (w 2010 powstało Stowarzyszenie Bydgoska Masa Krytyczna)[9]
- Sanok – od IV 2004
- Legionowo – od VIII 2004
- Tychy – od 26 września 2004
- Otwock – od X 2004
- Przemyśl – od X 2004
- Częstochowa – od VIII 2004
- Stargard – VIII 2004
- Poznań – od IX 2004
- Kraków – od V 2005 do III 2015[10]
- Piła – od 3 czerwca 2005
- Rzeszów – od VI 2005
- Piotrków Trybunalski – od 28 października 2005
- Słupsk – od VII 2006
- Toruń – od 24 marca 2007
- Mielec – od VII 2007
- Racibórz – od X 2007
- Brzeg – od X 2008
- Konin – od IX 2008 (impreza organizowana przez Wojewódzki Ośrodek Ruchu Drogowego w Koninie pod patronatem władz miasta)
- Gliwice – od IV 2009
- Łapy – od V 2009
- Bytom – od 31 lipca 2009
- Nysa – od 31 lipca 2009
- Chełm – od 28 kwietnia 2010
- Kołobrzeg – od 1 maja 2010
- Wałbrzych – od 28 maja 2010
- Zabrze – od 13 sierpnia 2010[11]
- Kozienice – od 11 września 2010
- Tarnów – od 27 maja 2011
- Sosnowiec – od 2008 (raz w roku)
- Koszalin – od 27 maja 2011
- Leszno – od 29 lipca 2011
- Gdynia – od 30 marca 2012[12]
- Biłgoraj – od 27 kwietnia 2012[13];
- Grudziądz – od 25 maja 2012[14]
- Świdnik – od maja 2012[15]
- Chrzanów – od 1 lipca 2012[16]
- Łomża – od 27 lipca 2012[17]
- Choroszcz – od 31 sierpnia 2012[18]
- Olkusz – od 28.03.2014[19]
- Wydminy – od 25.12.2015.
- Śrem - od 20 maja 2017.
- Przemyśl - od 22 kwietnia 2023.